# Haseüberfall

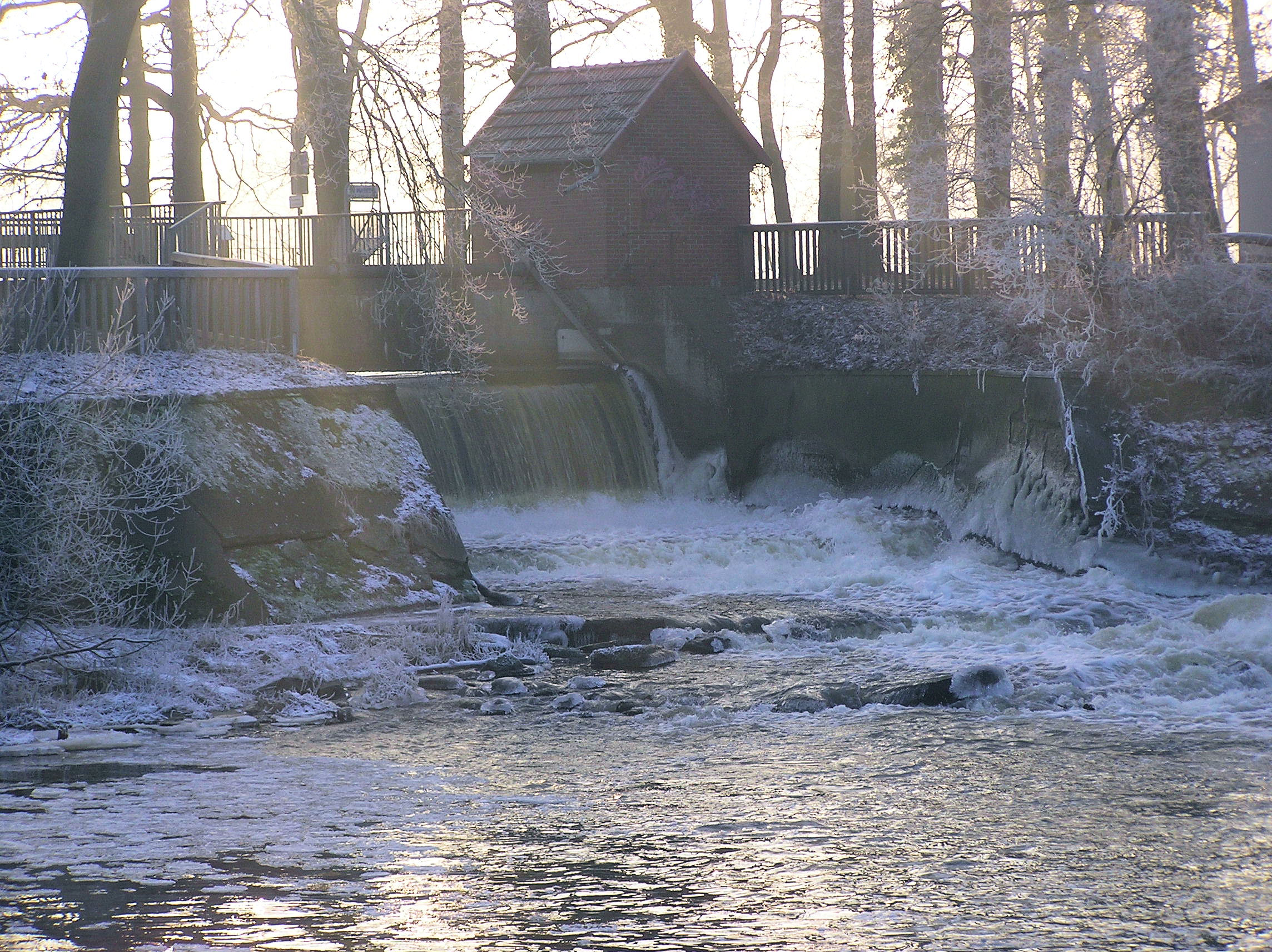
Der Haseüberfall bei Teilvereisung der Überfallhase im Haseverlauf (Winter 2008)

Haseüberfall, auch Schützenhofwehr genannt, ist die Bezeichnung eines heute nicht mehr bestehenden Wehrs (Querbauwerk) mit künstlichem Wasserfall (⊙) im Verlauf der Hase bei Quakenbrück im niedersächsischen Landkreis Osnabrück. Es befand sich jeweils nahe dem Schützenhof und dem Beginn der Überfallhase und wurde 2013 durch eine Sohlgleite ersetzt.

## Veränderungen des Haseverlaufs

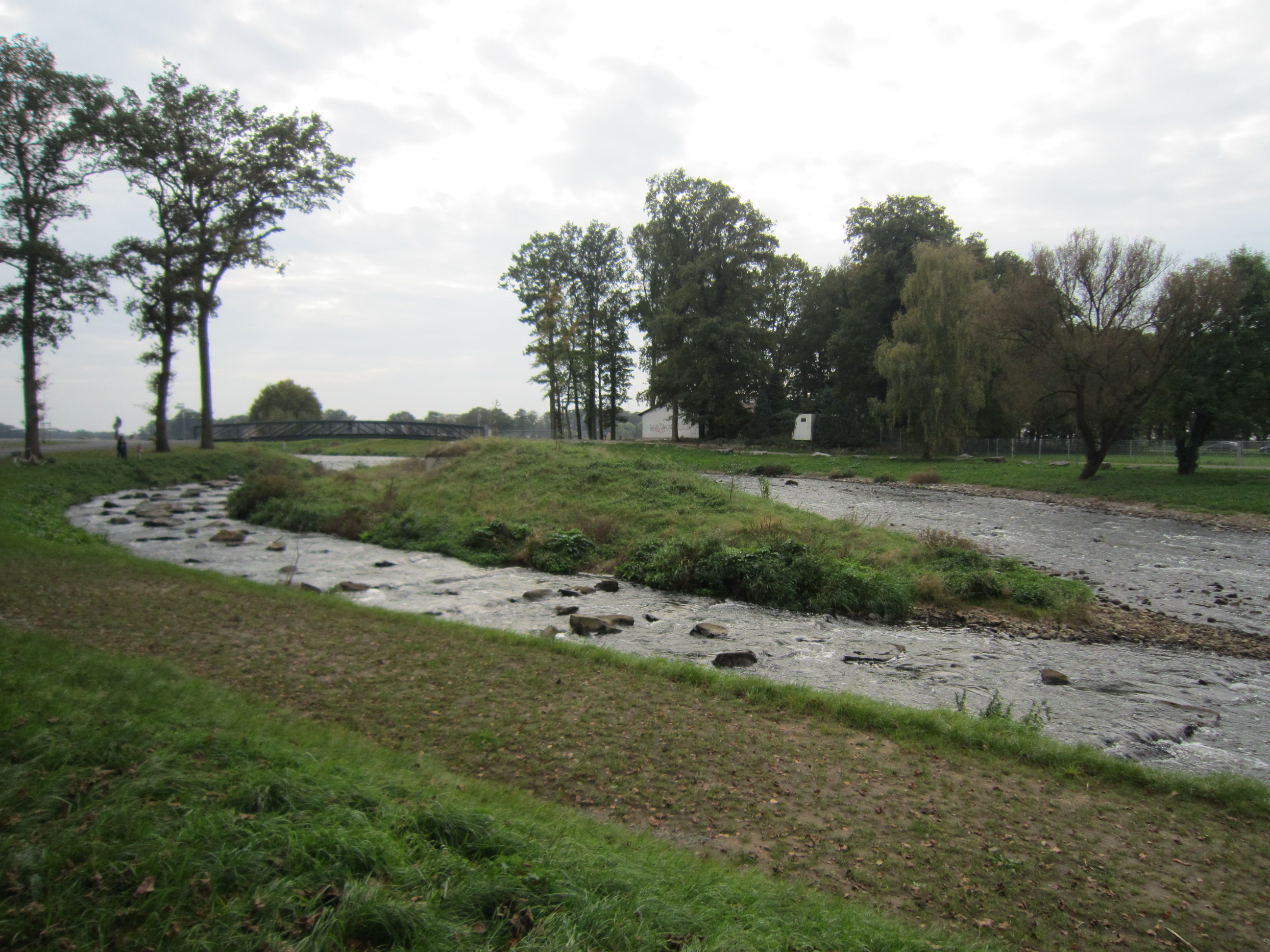
Sohlgleite der Überfallhase (2014)

Die Hase verzweigte sich bereits vor dem Beginn wasserbaulicher Maßnahmen wegen ihres geringen Gefälles in zahlreiche Flussarme und bildete ein Binnendelta. Durch natürliche Staueffekte kam es häufig zu schädlichen und bedrohlichen Überschwemmungen von Siedlungen, obwohl Überflutungen allenfalls in landwirtschaftlichen Bereichen erwünscht waren.
Zum Hochwasserschutz von Quakenbrück und unterhalb davon gelegener Ortschaften wurde die Hase etwas südwestlich oberhalb der Kernstadt aufgestaut. Seit 1683 ergießt sie sich in einen deutlich tiefer gelegenen Seitenarm, die Überfallhase, welche die Stadt in nördlicher Richtung umfließt, und in die Kleine Hase, in die etwas westlich vom Haseüberfall zur Steuerung des Wasserzuflusses durch die Quakenbrücker Altstadt eine Schleuse eingebaut wurde.
Mit der Überfallhase beginnt die Große Hase. Damit weiter flussabwärts nicht stärkere Überschwemmungen, etwa im Bereich Essen, entstanden, waren weitere wasserbauliche Maßnahmen erforderlich, insbesondere der Bau des Essener Kanals. Seitdem fließt am Ortskern von Essen, der zuvor an der Großen Hase gelegen hatte, nur noch Oberflächenwasser aus den Landkreisen Cloppenburg und Vechta vorbei. 
Auch der Verlauf der Kleinen Hase wurde durch menschliche Eingriffe radikal verändert. Wie aus alten Karten hervorgeht, mündete die Kleine Hase früher bei Löningen in die Große Hase. Die heutige Kleine Hase beginnt als Wasserabschlag der Großen Hase beim ehemaligen Schützenhofwehr. Dieses steuerte zusammen mit einer Schleuse in der Kleinen Hase in seiner unmittelbaren Nähe bis 2013 den Abfluss der Kleinen Hase vor Quakenbrück. Die Kleine Hase mündet unterhalb von Menslage mit einem Stauwerk in den Hahnenmoorkanal, der sein Wasser nach neun Kilometern bei Aselage (einem zu Herzlake gehörenden früheren Gutsbezirk) rund 13 km unterhalb der früheren Mündung der Kleinen Hase in die Große Hase einspeist. Dadurch wird Löningen vor dem Hochwasser aus der Kleinen Hase geschützt. Der hohe Absatz am Beginn des Kanals bzw. in der Flusssohle der Hase stellt ein Hindernis dar, das für alle aufwärts wandernden Fließgewässerorganismen, die die Kleine Hase benutzen, unüberwindbar ist. Diese können allerdings heute (wegen des Baus der Sohlgleite in der Überfallhase) über die Große Hase in den Oberlauf des Flusses gelangen.

## Geschichte des Schützenhofwehrs
1901 bestand der Überfall am Schützenhof aus einer Holzkonstruktion. Hier wurden seit 1683 die Wassermassen um die Stadt geleitet, um Überschwemmungen im direkten Stadtgebiet zu vermeiden. Großen Wassermassen konnte diese Konstruktion aber nicht standhalten, sie wurde wiederholt beschädigt. Im Artländer Anzeiger (einer früheren Tageszeitung) vom 14. Mai 1910 heißt es:

„Der Haseüberfall beim Schützenhofe, ein idyllisches Fleckchen Erde, an das jeder Bürger oft und gern pilgert, ist gestern endgültig verloren gegangen. Die Wassermassen haben die Anlage zerstört.“

Nach der Zerstörung der hölzernen Anlage baute die Artländer Melioration eine neue Anlage mit Wänden und Bodenplatten aus Stahlbeton, von dem es von 1914 ein Foto gibt, das die bereits in Betrieb genommene Anlage zeigt. 1958 wurde die gesamte Anlage durch die Artländer Melioration neu gestaltet und eine neue Staustufe angelegt, die sich durch die ankommenden Wassermassen selbst regulierte. Sie blieb bis zum Bau der Sohlgleite im Wesentlichen erhalten.

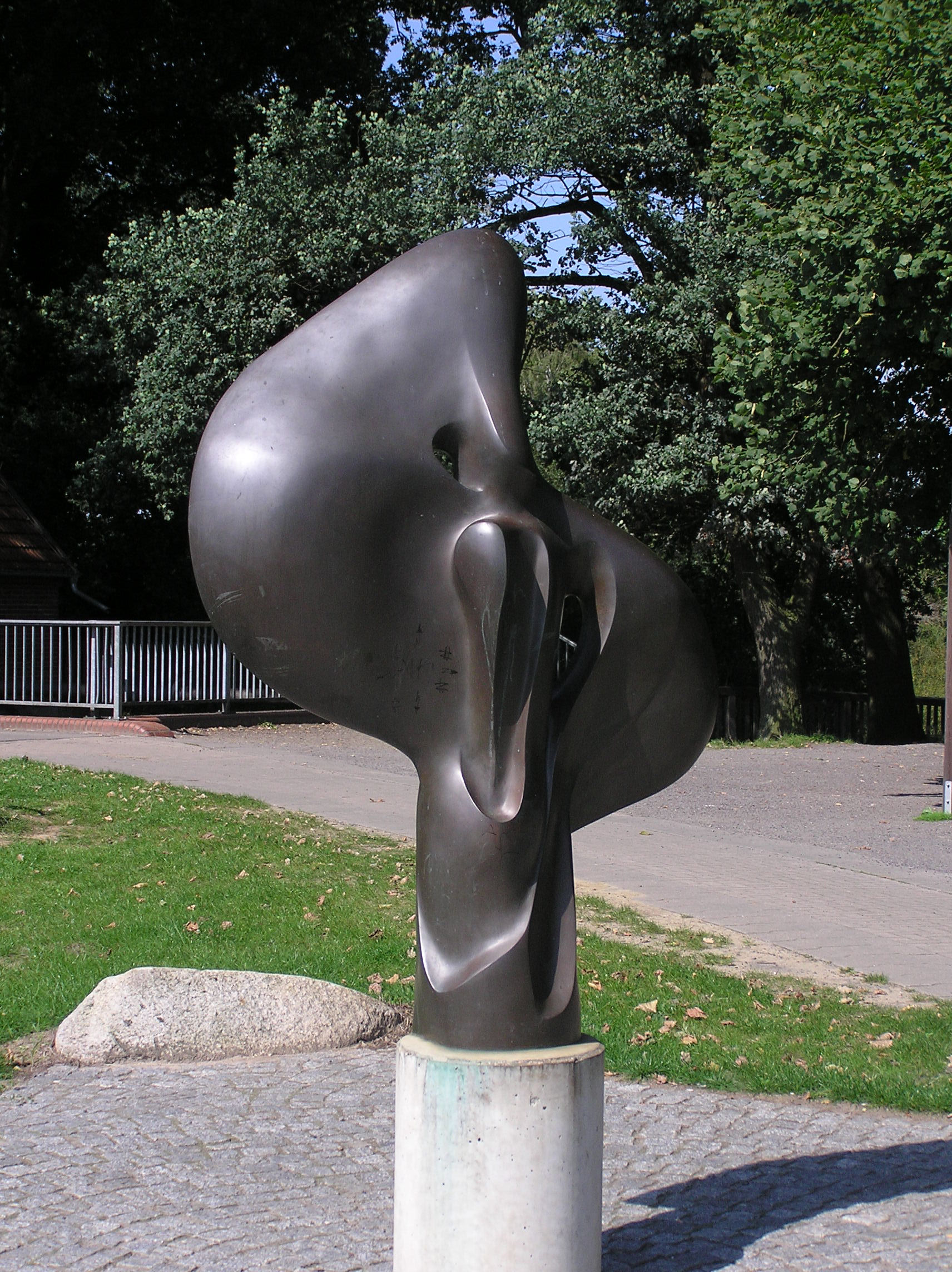
Bronzeplastik „Flügel wachsen über dem Delta“ von Carola Wedell

## Kunst
Unmittelbar vor dem Abzweig der Überfallhase steht eine Bronzeplastik der Künstlerin Carola Wedell, die den Titel „Flügel wachsen über dem Delta“ trägt. Sie bildet die zweite Station der etwa 100 km langen Hasetaler Kunstroute, einem Fernradweg, der von Bersenbrück nach Meppen führt.